# Torrsumpsmörjning
Torrsumpsmörjning är ett system för smörjning av fyrtaktsmotorer där motoroljan lagras i ett kärl (oljetank) separat från vevhuset. Systemet består dels av en oljepump för trycksmörjningen och dels ett system för att evakuera den inpumpade oljan från vevhuset. För evakueringen finns antingen en returoljepump, eller att vissa motorer helt enkelt använder sig av vevhusets övertryck för att trycka tillbaks oljan till tanken (till exempel vissa Rotax flygmotorer). Torrsumpsmörjning förekom även i tvåtakts fartygsmotorer.
Främsta fördelen med torrsumpsmörjning är att konstruktören är friare att placera motor och oljetank utifrån aerodynamiska och/eller viktfördelningsmässiga synpunkter. En annan fördel är att systemet kan rymma mer olja, vilket gör oljan lättare att kyla. I en våtsumpssmord motor finns dessutom risken att oljan vid kurvtagning dras mot oljetrågets ena sida av centrifugalkraften, vilket kan leda till att oljeuppsamlingsröret hamnar ovanför vätskeytan med följden att motorn ej får tillräckligt mycket olja.
Torrsumpsmörjningens främsta nackdel är att systemet är mer komplicerat och därmed dyrare, bland annat på grund av fler slangar, vilket också gör systemet mera sårbart och medför större risk för läckage. Av den anledningen används systemet mestadels i tävlings- och sportbilar i de högre prisklasserna. Det användes ofta i äldre flygplan med radmotor och förekommer fortfarande, dock mindre vanligt. Inom fartygsindustrin används vanligen torrsump.